# ‘Ammudé ‘Amram
‘Ammudé ‘Amram (hebreiska: עמודי עמרם, Ammudé Amram) är en klint i Israel.   Den ligger i distriktet Södra distriktet, i den södra delen av landet. ‘Ammudé ‘Amram ligger 268 meter över havet.
Terrängen runt ‘Ammudé ‘Amram är kuperad åt nordväst, men åt sydost är den platt. Terrängen runt ‘Ammudé ‘Amram sluttar brant österut. Runt ‘Ammudé ‘Amram är det ganska glesbefolkat, med 42 invånare per kvadratkilometer. Närmaste större samhälle är Eilat, 10,6 km söder om ‘Ammudé ‘Amram. Trakten runt ‘Ammudé ‘Amram är ofruktbar med lite eller ingen växtlighet.